# Astylosternus ranoides
Astylosternus ranoides é uma espécie de anfíbio anuro da família Arthroleptidae. É considerada espécie em perigo pela Lista Vermelha do UICN. Está presente nos Camarões.